# Ascopolyporus
Ascopolyporus — рід грибів родини Cordycipitaceae. Назва вперше опублікована 1901 року.

## Класифікація
Згідно з базою MycoBank до роду Ascopolyporus відносять 7 офіційно визнаних видів:
- Ascopolyporus gollmerianus
- Ascopolyporus moellerianus
- Ascopolyporus philodendri
- Ascopolyporus polychrous
- Ascopolyporus polyporoides
- Ascopolyporus puttemansii
- Ascopolyporus villosus